# Trpimir II
Trpimir II (zm. 935) – król Chorwacji z dynastii Trpimirowiczów w latach 928–935.
Był prawdopodobnie bratem lub synem pierwszego króla Chorwacji Tomisława I (oraz odpowiednio synem bądź wnukiem księcia Męcimira/Mutimira). Jego imię sugeruje związki dynastii Trpimirowiczów z poprzednimi władcami Chorwacji (istniał bowiem książę Trpimir I, panujący w latach 845–864).
Po śmierci Symeona I Wielkiego, cara bułgarskiego, Cesarstwo Bizantyjskie nie potrzebowało już sojusznika do walki z Bułgarią. Za rządów Tomisława I to Chorwaci byli głównymi sprzymierzeńcami do wojaczki z nimi. Znakiem osłabionej pozycji Chorwacji było odebranie lennej Dalmacji i mianowanie jej bizantyjskim temem. Kontrola cesarstwa nad tym terenem była jednak tylko nominalna.
Również prestiżowe znaczenie miało odebranie przez papieża Leona VI statusu biskupstwa miastu Nin (de facto stolicy kraju), a także przeniesienie biskupa Grzegorza z Ninu do Skradina. Umocniono równocześnie znaczenie kontrolowanego przez Bizancjum Splitu jako siedziby prymasa Chorwacji i Dalmacji.
De Administrando Imperio Konstantyna VII Porfirogenety notuje, że za panowania Trpimira II Chorwacja miała silną flotę o istotnej pozycji na Adriatyku. Trpimir II zmarł w 945 roku, a władzę po nim przejął syn Krzesimir I.